# 豊門別命
豊門別命（とよとわけのみこと、生没年不詳）、古墳時代の豪族で大分国造の一人。

## 概要
『古事記』では豊戸別王、『日本書紀』では豊戸別皇子、『先代旧事本紀』では豊門別命と表記する。
『記紀』や『先代旧事本紀』では景行天皇が父とされる。『古事記』では単に妾の子と記し、『先代旧事本紀』でも母を記さない庶子に数えられているが、『日本書紀』では襲武媛を母としている。
『日本書紀』で火国別の祖とされる豊門別命は、『先代旧事本紀』において火国別の祖とされる豊門入彦命や筑紫水間君・伊予国御村別の祖である武国凝別皇子、水間君の祖である国背別命などとの関係が考えられる。
大分市羽田に鎮座する大分社で、大分稚臣と共に祀られている。

## 後裔
- 大分公 - 大分国造の一族。
- 鶴見公 - 大分国造後裔。
- 奴留島公 - 大分国造後裔。
- 三嶋水間君
- 庵智首
- 壮子首
- 粟首
- 筑紫火別君 - 火国造の一族。